# Вернакуляр
Вернакуляр — идиом, используемый для повседневных контактов определенной группой носителей языка. Вернакуляр отличается от литературного, национального, литургического или научного языка, или лингва-франка, используемого для облегчения общения на большой территории. Обычно это автохтонный язык, превыше всего разговорный, а не письменный. Вернакуляру придается более низкий статус, чем стандартизированным формам языка. Это может быть какой-то функциональный стиль, территориальный диалект, социолект или самостоятельный язык.
Согласно другому определению, вернакулярный язык — это язык, который не развил стандартизированную форму, не подвергся кодификации или не установил литературную традицию. В контексте языковой стандартизации термины «вернакуляр» и «вернакулярный диалект» также используются в качестве альтернативных обозначений для «нестандартного/нелитературного диалекта».

## Этимология
Происходит от латинского слова «vernaculus» («родной»). В свою очередь, это слово происходит от «vernaculus» и «vernacula», которые являются уменьшительными от слов «vernus» и «verna», означающих рабов мужского и женского пола соответственно, рожденных в доме, а не купленных на стороне. В классической латыни слово «vernaculus» употребляется в смысле «родной» и «народный». Классический латинский грамматик Марк Теренций Варрон использует термин «vocabula vernacula» для обозначения слов родного языка в отличие от заимствованных из других языков.